# 林东昕
林东昕（1955年10月24日—），福建福州人，中国肿瘤遗传学及分子流行病学家。

## 生平
1980年毕业于上海第一医学院，1986年毕业于北京医科大学研究生院，获医学硕士学位。2013年当选为中国工程院院士。